# 湯河元威
湯河 元威（ゆかわ もとたけ、1897年（明治30年）5月18日 - 1958年（昭和33年）8月8日）は、日本の農商務官僚、教育者である。

## 主たる経歴
東京府神田区岩本町（現 千代田区）にて、逓信官僚湯河元臣の長男として誕生。東京府立第一中学校（現・東京都立日比谷高等学校）、東京帝国大学（現東京大学）法学部法律学科（仏法）を卒業後、農商務省に入り、大臣秘書官、勧業課長、農政課長、官房文書課長、東京営林局長、興亜院華北連絡部第二局長などを歴任。1940年、農林省米穀局長に就任。 1941年、食糧管理局長官に就任
。1945年、農商次官に就任するも同年退官した。
1946年、東京都次長となるも同年退任し、同年11月農林中央金庫（農林中金）第6代理事長となる。1955年、協同組合短期大学（1973年廃止）の学校法人理事長に就任。1956年に農林中央金理事長を退任した。

## 栄典
- 1940年（昭和15年）8月15日 - 紀元二千六百年祝典記念章[2]

## 親族
- 妻 湯河秋子（二上兵治二女）[1]